# Altwald Ville
Koordinaten: 50° 47′ 34″ N, 6° 50′ 47″ O
Das Naturschutzgebiet Altwald Ville liegt auf dem Gebiet der Städte Brühl und Erftstadt im Rhein-Erft-Kreis in Nordrhein-Westfalen. Das Gebiet erstreckt sich südwestlich der Kernstadt Brühl. Am südöstlichen Rand verläuft die A 553, westlich verlaufen die Landesstraße L 163 und die A 61.

## Bedeutung
Für Erftstadt und Brühl ist seit 2003 ein 66,13 ha großes Gebiet unter der Kenn-Nummer BM-035 als Naturschutzgebiet ausgewiesen. Die Unterschutzstellung erfolgt zur Erhaltung von Lebensgemeinschaften und Biotopen bestimmter wildlebender Tier- und Pflanzenarten.